# Rata de Hoffmann
La rata de Hoffmann (Rattus hoffmanni) és una espècie de rosegador de la família Muridae. Es troba només a Indonèsia.
És un rosegador de mida mitjana. Té una longitud conjunta de cap i cos de 16,7 a 21,1 cm, la longitud de la coa va de 15,5 a 19,5 cm, la dels peus de 36 a 42 mm i la de les orelles de 21 a 24 mm. Pesen fins a 240 g. El color del dors varia de marró clar a marró obscur, amb la punta dels pèls individuals de color ocre, mentre que la part ventral és principalment de color marró obscur. Tenen dos anells negrosos al voltant dels ulls. Les orelles són grans i negroses. Les parts dorsals de les mans i peus són de color marró, amb les ungles de color crema. Els palmells de les mans i les plantes dels peus són de color gris clar. La coa és marró obscur, d'una longitud semblant a la de la resta del cos i el cap, amb uns 9-12 anells per centímetre. Les femelles tenen un parell de mames post-axil·lars, un parell abdominal i dos parells inguinals. El cariotip és 2n=42.
La pell és prima, densa i suau sense pèls llargs.
És una espècie terrestre. S'alimenta de fruita, en particular, d'espècies natives de Ficus. Es reprodueix en qualsevol època de l'any. Les femelles pareixen entre 4 i 5 individus joves per ventrada.
Aquesta espècie està molt estesa a l'illa de Cèlebes, amb l'excepció dels vessants de la muntanya Lampobatang, a la península sud-occidental, on és substituïda per espècies similars, com Rattus mollicomulus, i l'illa de Malenge, a les illes Togian.
Viu en els boscos humits tropicals de terres baixes i de muntanya fins a 2.200 metres sobre el nivell del mar. També és present en boscos, matolls i plantacions de cafè.

## Taxonomia
Existeixen cinc subfamílies reconegudes:
- R.h.hoffmanni: Sulawesi sud-occidental;
- R.h.biformatus (Sody, 1941): IllesTogian: Malenge;
- R.h.linduensis (Miller i Hollister, 1921): Sulawesi central;
- R.h.mengkoka (Tate i Archbold, 1935): Sulawesi sud-oriental;
- R.h.mollicomus (Miller i Hollister, 1921): Sulawesi septentrional.